# 남강로 (고성군)
남강로(Namgang-ro)은 대한민국의 강원특별자치도 고성군 거진읍 중심부를 연결하는 도로이다.

## 노선 경로
- (이름 없음) - 국도 제46호선 (진부령로)
- (이름 없음) - 건봉사로